# 科恩訴加利福尼亞州案
科恩訴加利福尼亞州案（英語：Cohen v. California），403 U.S. 15 (1971)，是美國最高法院有關言論自由的案件。一名男性因身穿一件寫有「去他媽的徵兵（Fuck the Draft）」（當時美國為越南戰爭徵兵）的夾克，而被判犯有擾亂治安罪，這項定罪被此案推翻。

## 案件背景
1968年4月26日，19歲的保羅·羅伯特·科恩（Paul Robert Cohen）因在洛杉磯法院大樓第二十市政法庭外的走廊身穿寫有「去他媽的徵兵」字樣的夾克而遭逮捕。他被判違犯加州刑法典第415條的「以冒犯性的舉動惡意並故意地擾亂鄰居或任何人的治安或安寧」，並入獄30天。
加利福尼亞州上訴法院維持了該項定罪，認為「冒犯性的舉動」指的是「有促使別人使用暴力或是有擾亂治安之趨勢的行為」。在加利福尼亞州最高法院拒絕複審後，美國最高法院准予移審令。該案由梅爾維爾·尼莫代表保羅·羅伯特·科恩進行辯論，而邁克爾·T·紹爾則代表加州。

## 法院判決
法院以5比4的票數，經由大法官約翰·馬歇爾·哈倫二世作成判決，推翻了上訴法院的裁決。首先，大法官哈倫以強調該案有關「言論」而非「行為」作為開頭，爭點如同「美國訴奧布萊恩案（United States v. O'Brien）」。哈倫接著說加州任何企圖刪減科恩的言論內容的作為，都將會是違憲的，除非在少數情況下，例如加州有對科恩的言論的時間、地點或方法，而與言論內容無關的規範則例外。
第二，哈倫也對第415條含糊不清，並沒有讓公民知道什麼樣的行為是非法的條款表達法院的關注。事實上，單單「侵犯性的舉動」幾字未能「說是充分地告知一般人之間的區別」
第三，單純使用一個不良的四字母單字，並未將該言論變成歷來需要受到政府較大規範之類型的言論，如同羅斯訴美國案。同樣地，哈倫與法院拒絕將該爭議言論歸類為根據查普林斯基訴新罕布夏州案的「挑起爭端的言詞」，因為「實際或可能在場的人不可能會將上訴人夾克上的這些言詞合理視為一種直接的個人侮辱」。最後，法院不願意輕信政府可以因為保護市民大眾而壓制爭議類型的言論。
在已經摒棄了本案的一些爭點之後，哈倫表明爭議是「加州是否可以因為『冒犯性的舉動』從公共論述中摘去一個下流的修飾語，無論根據原則與否......這種使用本質上可能會造成激烈反應，或用更一般的說法，州作為一個公共道德的守護者，是否可以從公共詞彙中適當消除這種冒犯性言詞」。
答案是不行。由於第一個原則，法院指出沒有任何證據顯示該言論可能會煽動暴力。由於第二個原則，法院指出，雖然只差一點，但理由並不充分。
具體而言，哈倫引用布蘭戴斯大法官在「惠特尼诉加利福尼亚州案」中的意見書，強調第一修正案保護美國開國元勛設想的思想市場的不可侵犯權。在本案允許加州壓制爭議言論將會破壞該思想的市場。
大法官哈倫寫道「對許多人來說，這種自由的直接後果可能看似是經常性的口頭騷動、喧鬧，或甚至是冒犯性的發言」。「然而這些，在既定的範圍內，在公開辯論過程中，都是使我們能夠實現更廣泛的恆久價值觀真實必要的副作用。空氣中有時可能似乎充滿了口頭噪音，從這個意義上而言，並非是軟弱的跡象，而是力量的象徵」。
哈倫接著說「其行為如果沒有更具體且令人信服的理由，基於第一與第十四修正案，州不得將單單四個字母的髒話的公開展示，視為刑事罪刑」。在哈倫大法官的意見書中，他寫下著名的「汝之砒霜，彼之蜜糖（one man's vulgarity is another's lyric，直譯為一個人的粗話是另一個人的詩）」。
因此，哈倫的論點可以構建成三大要點：第一，州（加利福尼亞州）不能為了一個「文明的」社會而審查其公民。第二，劃清無害的高漲情緒與粗話的界線是困難的。第三，對政治有熱情而帶來盛怒粗話的人只是思想自由交流的一個副作用——無論他們有多麼激情。

### 布萊克蒙的不同意見書
大法官哈利·布萊克蒙撰寫了不同意見書，由伯格與布萊克聯名，指出科恩在法院大樓的穿著不是言論而是「行為」（荒謬和幼稚滑稽的動作），而因此不受第一修正案所保護。
布萊克蒙的不同意見書的第二段提到，在加州上訴法院判決「科恩訴加利福尼亞州案」和加州最高法院拒絕複審該案之後，加州最高法院在「布什曼案（In re Bushman, 1 Cal.3d 767, 83 Cal.Rptr. 375 (Cal, 1970)）」中有對第415條作出解釋。布萊克蒙寫道「鑑於該州之最高法庭隨後在『布什曼案』中作出之判決，本案應發回加州上訴法院覆議重審」。

## 延伸閱讀
- Balter-Reitz, Susan J. . Parker, Richard A. (ed.)  (编). . Tuscaloosa, AL: University of Alabama Press. 2003: 160–171. ISBN 0-8173-1301-X.
- Fairman, Christopher M. . Sphinx Publishing. 2009. ISBN 1572487119.

## 外部連結
- Cohen v. California, 403 U.S. 15 (1971)的文本可参见：Justia · Findlaw · BC
- First Amendment Library entry for Cohen v. California
- Abstract on Cohen v. California, from OYEZ （页面存档备份，存于）
- Krattenmaker, Thomas G. . William and Mary Bill of Rights Journal. 2012, 20: 651  [2013-08-07]. （原始内容存档于2020-10-30）.; a retrospective on the case by Thomas G. Krattenmaker, the Supreme Court clerk who drafted the majority opinion